# ヴェリミール・フレーブニコフ
ヴェリミール・フレーブニコフ（Велими́р Хле́бников、1885年11月9日 - 1922年6月28日）は、ロシアの詩人。本名はヴィクトル・ヴラジーミロヴィチ・フレーブニコフ（Виктор Владимирович Хлебников）。

## 略歴
ロシア帝国アストラハン県のカルムイクの草原にある村落で誕生した。アルメニアおよびザポロージャ・コサックの家系。3番目の子であり、母親はエカチェリーナ・ニコラーエヴナ・ヴェルピーツカヤ、父親は鳥類学者ヴラジーミル・アレクセーヴィッチ・フレーブニコフ。幼少期から動植物学に熱中した。1898年に一家はカザンに移り、地元にある学校に通う。卒業後、1903年にカザン大学理学部へ入学、数学や生物学を中心に学ぶ。日露戦争により日本語の独学を始め、1905年の日本海海戦敗戦の衝撃を『ものはみなあまりに蒼く』と題して詩作する。さらに学業を続けるため1908年にペテルブルクに上京し、1909年秋には、ヴェリミールの筆名を使用開始。1911年に中退するまでペテルブルク大学に通った。在学中から詩を書き始める。ペテルブルクで多くの駆け出しの詩人たちと知り合う。やがて未来派詩人としてザーウミや新造語をたくみに操りながら、めきめきと存在感を増し始める。1912年には、未来派文集『社会の趣味への平手打ち』発表に参加。初期作品は、言語実験から原始回帰を歌い込む詩までさまざまな形態をとり、ウラジーミル・タトリン、パーヴェル・フィローノフら同時代の画家たちに影響を与えた。「シャーマンとヴィーナス」などさまざまな作品を発表。スラブ異教や古代世界に憧れを抱き、また、アジアへの回帰が主題化され、その所望を作品に表現している。革命後は、「地球の代表者」の理念を掲げ、ユートピア風の「時間国家」の実現を構想した。フレーブニコフは各地を彷徨い続け、内戦末期の1922年にノヴゴロド県の村で死去した。モスクワにあるノヴォデヴィチ墓地に埋葬されている。

## 作品

### 実験詩
- 笑いの呪文（1910）

### 叙事詩
- ラドミール（1920）

### 散文
- カー（1915）

### 超小説
- ザンゲジ（1922）

## 日本語訳
- 『シャーマンとヴィーナス』 工藤正廣訳、未知谷、2003年

## 研究書
- 亀山郁夫『甦るフレーブニコフ』晶文社、1989年（平凡社ライブラリー、2009年）

## 関連人物
- ヴェーラ・フレーブニコワ - フレーブニコフの妹、作家。邦訳に『ティルとネリ』（未知谷、2003年）がある。